# سيربوفاغا
سيربوفاغا (Serpophaga) هو جنس من الطيور يتوطن في أمريكا الوسطى والجنوبية. وينتمي هذا الجنس إلى فصيلة عصافير الملك، خطافات الذباب الطواغيت. وهو يتضمن الأنواع التالية:
- Torrent tyrannulet (Serpophaga cinerea)
- River tyrannulet (Serpophaga hypoleuca)
- White-bellied tyrannulet (Serpophaga munda)
- Sooty tyrannulet (Serpophaga nigricans)
- White-crested tyrannulet (Serpophaga subcristata)
- Straneck's tyrannulet (Serpophaga griseicapilla)